# Формальне диференціювання
Формальне диференціювання — операція над елементами кільця многочленів або кільцем формальних степеневих рядів, повторює форму похідних з математичного аналізу. Алгебраїчна перевага формального диференціювання складається в тому, що воно не опирається на поняття границі, яке в загальному випадку неможливо визначити для кільця. Багато властивостей похідної вірні для формального диференціювання, проте деякі, особливо це стосується тверджень що містять числа, не вірні. В основному формальне диференціювання застосовується в алгебрі при перевірці кратності коренів поліномів.

## Визначення
Визначення формального диференціювання таке: зафіксуємо кільце R (не обов'язково комутативне), нехай A = R [x] є кільцем многочленів над R. Тоді формальне диференціювання являє собою дію над елементами A, при якому, якщо
{\displaystyle f(x)\,=\,a_{n}x^{n}+\cdots +a_{1}x+a_{0},}
то формальна похідна дорівнює
{\displaystyle f'(x)\,=\,Df(x)=na_{n}x^{n-1}+\cdots +2a_{2}x+a_{1}}
як і у випадку многочленів над дійсними або комплексними числами.
Зауважимо, що вираз {\displaystyle na_{n}}  означає не множення в кільці, а {\displaystyle \sum _{k=1}^{n}a_{n},}де {\displaystyle k} не використовується під знаком суми.
Слід зазначити, що для некомутативних кілець дане визначення має складність. Сама формула коректна, але стандартної форми для многочлена не існує. Використання такого визначення призводить до складнощів при доведенні формули{\displaystyle (f(x)\cdot b)'=f'(x)\cdot b}.

## Альтернативні варіанти визначення, які підходять для не комутативних кілець
Нехай для {\displaystyle r\in R} справедливо {\displaystyle r'=0,} також {\displaystyle x'=1.} Визначимо похідну для виразів типу{\displaystyle (a+b)'=a'+b',} и {\displaystyle (a\cdot b)'=a'\cdot b+a\cdot b'.}
Доведемо, що таке визначення дасть один і той же результат для виразу незалежно від способу його отримання, отже, визначення можна порівняти з аксіомами рівності.
- {\displaystyle (a+b)'=a'+b'=b'+a'=(b+a)',}
- {\displaystyle ((a+b)+c)'=(a+b)'+c'=(a'+b')+c'=a'+(b'+c')=a'+(b+c)'=(a+(b+c))',}
- {\displaystyle (a(bc))'=a'(bc)+a(bc)'=a'bc+a(b'c+bc')=a'bc+ab'c+abc'=}

{\displaystyle =(a'b+ab')c+(ab)c'=(ab)'c+(ab)c'=((ab)c)',}
- {\displaystyle ((a+b)c)'=(a+b)'c+(a+b)c'=(a'+b')c+(a+b)c'=(a'c+b'c)+(ac'+bc')=}

{\displaystyle =\cdots =(a'c+(b'c+ac'))+bc'=(a'c+(ac'+b'c))+bc'=\cdots =(a'c+ac')+(b'c+bc')=}
{\displaystyle =(ac)'+(bc)'=(ac+bc)'.}
Лінійність випливає з визначення.
Формула для похідної від многочлена (в стандартному вигляді для комутативний кілець) є наслідком визначення:{\displaystyle (\sum _{i}a_{i}x^{i})'=\sum _{i}(a_{i}x^{i})'=\sum _{i}((a_{i})'x^{i}+a_{i}(x^{i})')=\sum _{i}(0x^{i}+a_{i}(\sum _{j=1}^{i}x^{j-1}(x')x^{i-j}))=\sum _{i}\sum _{j=1}^{i}a_{i}x^{i-1}.}

## Властивості
Можна довести ряд наступних тверджень:
- Формальне диференціювання лінійне: для будь-яких двох многочленів f(x), g(x) і елементів r, s із R вірно

{\displaystyle (r\cdot f+s\cdot g)'(x)=r\cdot f'(x)+s\cdot g'(x).}
Якщо R не комутативне, існує інший вид властивості лінійності, при якому r і s розташовуються праворуч. Якщо в R немає одиничного елемента, то формула не приводиться до виду суми многочленів або суми одного многочлена і кратного іншому многочлену.
- Для формального диференціювання виконується правило добутку:

{\displaystyle (f\cdot g)'(x)=f'(x)\cdot g(x)+f(x)\cdot g'(x).}
Відзначимо важливість порядку множників в разі не комутативними кільця R.
Дві дані властивості роблять D похідною над A.

## Застосування
Похідна дозволяє визначити наявність кратних коренів: якщо R є полем, то R [x] є евклідовим кільцем, для якого можна визначити поняття кратності кореня; для многочлена f (x) і елемента r з R існує невід'ємне ціле число mr і многочлен g (x), такі, що
{\displaystyle f(x)=(x-r)^{m_{r}}g(x),}
де g(r) не рівне 0. mr показує кратність r як кореня f. З правила добутку слідує, що  mr також є кількістю застосувань операції диференціювання, які можна провести над f (x) до тих пір, поки r не перестане бути коренем многочлена що залишився. Незважаючи на те, що не будь-який многочлен степеня n в R [x] має n коренів з урахуванням кратності (це лише максимальна кількість), можна перейти до розширення поля, в якому це твердження справедливе (див. Алгебраїчне замикання). Після переходу до розширення поля можна знайти кратний корінь, який не є коренем над R. Наприклад, якщо R є полем з трьома елементами, то многочлен
{\displaystyle f(x)\,=\,x^{6}+1}
не має коренів в R; але формальна похідна дорівнює нулю, оскільки 3 = 0 в R і в будь-якому розширенні R, тому при переході до алгебраїчного замикання ми виявимо кратний корінь, який неможливо знайти в R. Отже, формальне диференціювання дозволяє створити ефективне поняття кратності. Воно є особливо важливим у теорії Галуа, в рамках якої проводиться відмінність між сепарабельними і несепарабельними розширеннями поля. 

## Відповідність аналітичній похідній
Якщо кільце чисел R комутативне, то існує інше еквівалентне визначення формальної похідної, що нагадує визначення з диференціального аналізу. Елемент  Y-X кільця R[X,Y] є дільником Yn - Xn при будь-якому невід'ємному цілому n, отже, є дільником f (Y) - f (X) при будь-якому многочлені f. Позначимо неповну частку (в R [X, Y]) як g: 
{\displaystyle g(X,Y)={\frac {f(Y)-f(X)}{Y-X}},}
тоді нескладно довести, що g (X, X) (в R [X]) збігається з формальним визначенням похідної f, зазначеним вище.
Таке визначення похідної придатне для формальних степеневих рядів в припущенні комутативного кільця чисел.